# Chrysanthia hamata
Chrysanthia hamata là một loài bọ cánh cứng trong họ Oedemeridae. Loài này được Vazquez miêu tả khoa học năm 1989.